# Chrebet Dzjumgoltau
Chrebet Dzjumgoltau (ryska: Хребет Джумголтау) är en bergskedja i Kirgizistan. Den ligger i den centrala delen av landet, 80 km söder om huvudstaden Bisjkek.